# Råsiden
Råsiden är korta obehandlade silkesfibrer eller sidentyg som vävts av sådana fibrer. Råsidenet vävs vanligen i tuskaft och har en tydlig, medelgrov struktur. Nytt råsiden har en karaktäristisk lukt.